# Rødben
Rødben (Tringa totanus) er en vadefugl, der er ret almindelig som ynglefugl i Danmark. Den yngler desuden i størstedelen af Europa og Asien nord for Himalaya. Den har en længde på ca. 28 cm og er dermed tydeligt mindre end hvidklire, men større end f.eks. svaleklire.
Den holder mest til ved strande og strandenge, hvor den lever af insekter, orme, snegle, krebsdyr, små muslinger og andre bløddyr. Den findes også inde i landet ved fugtige enge, søer og moser.
Rødbenen kan med sit lange næb nå byttedyrene, der befinder sig dybt begravet i vaden.

## Galleri
- En Rødben leder efter mad i december 2023 i Ystad.
- Rødben er betydeligt mindre end for eksempel Hvidklire.
- Rødbenens æg.